# Honnemadu, Mandya
Honnemadu là một làng thuộc tehsil Mandya, huyện Mandya, bang Karnataka, Ấn Độ.